# Węgierska Górka (gemeente)
De gemeente Węgierska Górka is een landgemeente in het Poolse woiwodschap Silezië, in powiat Żywiecki.
De zetel van de gemeente is in Węgierska Górka.
Op 30 juni 2004 telde de gemeente 14 606 inwoners.

## Oppervlakte gegevens
In 2002 bedroeg de totale oppervlakte van gemeente Węgierska Górka 77,06 km², waarvan:
- agrarisch gebied: 40%
- bossen: 50%

De gemeente beslaat 7,41% van de totale oppervlakte van de powiat.

## Demografie
Stand op 30 juni 2004:
| Omschrijving                   | Totaal | Totaal | Vrouwen | Vrouwen | Mannen | Mannen |
| ------------------------------ | ------ | ------ | ------- | ------- | ------ | ------ |
| eenheid                        | aantal | %      | aantal  | %       | aantal | %      |
| inwoners                       | 14 606 | 100    | 7369    | 50,5    | 7237   | 49,5   |
| bevolkingsdichtheid (inw./km²) | 189,5  | 189,5  | 95,6    | 95,6    | 93,9   | 93,9   |

In 2002 bedroeg het gemiddelde inkomen per inwoner 1254,26 zł.

## Administratieve plaatsen (sołectwo)
Cięcina, Cisiec, Węgierska Górka, Żabnica.

## Aangrenzende gemeenten
Jeleśnia, Milówka, Radziechowy-Wieprz, Ujsoły
- Virtual International Authority File: 8811148753712141320006